# Wilhelm Knoll (Politiker)

Wilhelm Knoll

Wilhelm Knoll (* 23. Juni 1873 in Bachhaupten; † 31. August 1947 in Frankfurt am Main) war ein deutscher Politiker (Zentrum).

## Leben und Wirken
Wilhelm Knoll entstammte einer katholischen, Württembergisch - Hohenzollerischen Familie. Er wurde 1873 in Bachhaupten bei Ostrach geboren. Seine Eltern waren der Landwirt Alois Knoll und seine Frau Genovefa, geborene Frank. Nach dem Besuch der Volksschule absolvierte Knoll eine Ausbildung zum Schmied. Nachdem er einige Jahre lang in diesem Beruf gearbeitet hatte, heiratete er 1903 in Mainz Agathe Knoll, geborene Dörflinger. Im selben Jahr wurde er Vorsitzender des christlichen Gewerkschaftskartells in Mainz, eine Stellung, die er bis 1917 innehaben sollte. Seit 1906 amtierte er zudem als Arbeitersekretär und als Leiter des katholischen Volksbüros.
Nach dem Ersten Weltkrieg begann Knoll sich verstärkt politisch zu engagieren. 1919 zog er für die Zentrumspartei in den Landtag des Volksstaates Hessen ein, dem er bis zum 2. Februar 1925 drei Sitzungsperioden lang angehörte. Danach übernahm Karl Felder Knolls Mandat. 1922 wurde er Regierungsrat und später Oberregierungsrat im Ministerium für Arbeit und Wirtschaft des Volksstaates Hessen.
Von 1924 bis 1928 und von 1932 bis 1933 saß Knoll schließlich als Abgeordneter seiner Partei im Reichstag in Berlin.
Eine seiner Töchter war die Sportredakteurin, Journalistin und spätere Pressereferentin der Stadt Frankfurt, Helli Knoll.

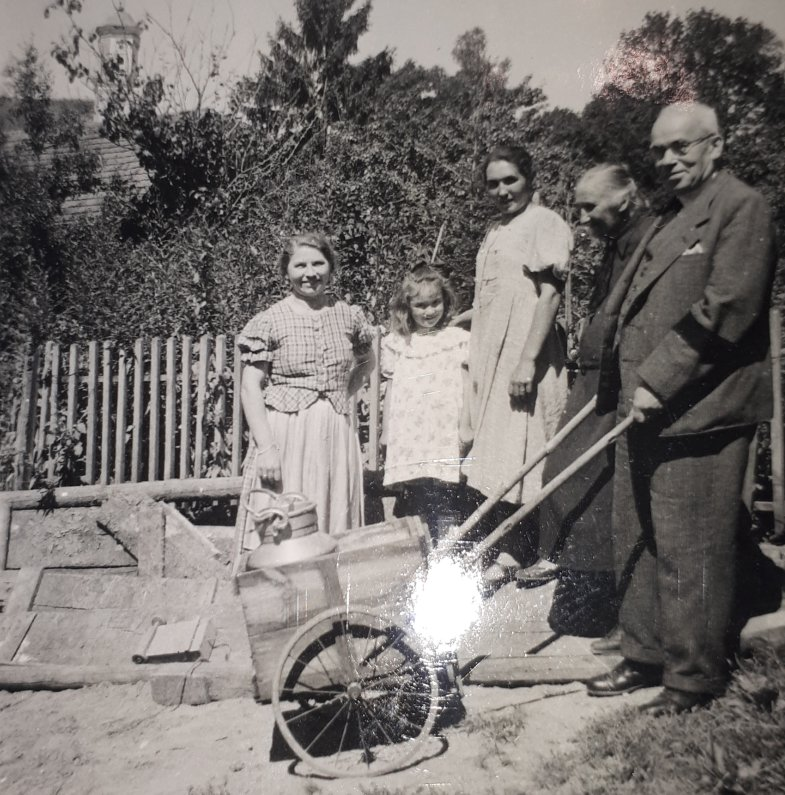
Wilhelm Knoll im Kreise von Familienmitglieder auf dem bäuerlichen Hof seines Neffen Adolf Knoll
v.r.n.l: Wilhelm Knoll mit Trauerflor seiner kürzlich verstorbenen Ehefrau,
seine Schwägerin Leopoldine Knoll, geb. Lehleiter,
seine Nichte Luise Knoll,
seine Großnichte Marialuise Knoll,
und die Frau seines Neffen Kreszentia „Gretel“ Knoll